# Nikolaus von Calvi
Nikolaus von Calvi, lateinisch Nicolaus de Carbio, italienisch Niccolò da Calvi (* 1. Viertel des 13. Jahrhunderts in Calvi dell’Umbria; † Sommer 1273 in Assisi) war ein italienischer Minorit, päpstlicher Kaplan und Bischof von Assisi.

## Leben
Nikolaus trat in den 1213 gegründeten Franziskanerkonvent in Narni ein. Er begegnete Sinibaldo de’ Fieschi und wurde Teil von dessen Familie noch vor Sinibaldos Ernennung zum Kardinal (1227). Nachdem Sinibaldo 1243 als Innozenz IV. Papst geworden war, blieb Nikolaus sein Kaplan und Beichtvater und begleitete ihn auf seiner Flucht vor Friedrich II. über Genua nach Lyon 1244/45. Nach dem Tod des Kaisers 1250 kehrte Nikolaus mit dem Papst nach Italien zurück und Innozenz erhob seinen Vertrauten zum Bischof von Assisi, das seitdem immer mit Franziskanern besetzt ist. Nikolaus spielte eine wichtige Rolle als Bindeglied zwischen den Päpsten und dem jungen Minoritenorden.
Wohl in der ersten Hälfte der 1260er Jahre, vor der Schlacht bei Benevent, die die Macht der Staufer in Italien brach, schrieb Nikolaus eine Lebensbeschreibung des Papstes, die Vita Innocentii IV. Im Spannungsfeld zwischen Ghibellinen und Guelfen ist sie von einer scharf antikaiserlichen Tendenz geprägt.

## Werke
- Niccolò da Calvi, Vita Innocentii IV, hrsg. von Francesco Pagnotti. In: Archivio della Società Romana di storia patria 21, 1898, S. 76–120. (Digitalisat)